# Sam Barlow
Sam Barlow é um projetista de jogos eletrônicos britânico, mais conhecido por seu trabalho como roteirista e projetista nos jogos Silent Hill: Origins, Silent Hill: Shattered Memories, Her Story e Immortality. Ele trabalhou durante vários anos na Climax Studios, deixando a companhia em 2014 a fim de tornar-se um desenvolvedor independente.

## Trabalhos
| Ano       | Título                          | Crédito(s)                    |
| --------- | ------------------------------- | ----------------------------- |
| 1999      | Aisle                           | Projetista                    |
| 2004      | Serious Sam: Next Encounter     | Projetista                    |
| 2007      | Crusty Demons                   | Projetista chefe              |
| 2007      | Ghost Rider                     | Projetista chefe              |
| 2007      | Silent Hill: Origins            | Projetista chefe e roteirista |
| Cancelado | Elveon                          | Projetista chefe e roteirista |
| 2009      | Silent Hill: Shattered Memories | Projetista chefe e roteirista |
| Cancelado | Legacy of Kain: Dead Sun        | Diretor                       |
| 2015      | Her Story                       | Projetista e roteirista       |
| 2019      | Telling Lies                    | Projetista e roteirista       |
| 2022      | Immortality                     | Projetista e roteirista       |